# Alonzo Mourning
Alonzo Harding Mourning Jr. (8 de fevereiro de 1970) é um americano ex-jogador de basquete profissional. Mourning jogou a maior parte de sua carreira de 15 anos na National Basketball Association (NBA) pelo Miami Heat. Desde junho de 2009, Mourning atua como vice-presidente de desenvolvimento de jogadores do Heat.
Apelidado de "Zo", Mourning tornou-se o primeiro jogador do Heat a ter seu número aposentado. Em 2010, ele foi introduzido no Naismith Memorial Basketball Hall of Fame e em agosto de 2019 ele foi introduzido no Hall da Fama da FIBA.

## Início da vida
Durante seu tempo na Indian River High School em Chesapeake, Virgínia, ele liderou a equipe para 51 vitórias consecutivas e um título estadual em seu primeiro ano. Em seu último ano, ele teve médias de 25 pontos, 15 rebotes e 12 blorqueios. 
Ele foi nomeado Jogador do Ano pela USA Today, Parade, Gatorade e Naismith. Ele foi o recruta número 1 da classe de 1988, vencendo Christian Laettner, Shawn Kemp, Billy Owens e Rick Fox.

## Carreira universitária
Mourning jogou basquete universitário na Universidade de Georgetown. Ele teve um impacto imediato como calouro, sendo titular em todos os 34 jogos, com médias de 13,1 pontos e 7,3 rebotes. Sua conquista mais notável foi liderar o país em bloqueios (169) e bloqueios por jogo (5,0); ambos os números também estabeleceram recordes da NCAA para um calouro na época.
A pontuação e o rebote de Mourning melhoraram nas duas temporadas seguintes, mas seu bloqueio diminuiu significativamente, já que seu companheiro, Dikembe Mutombo, estabeleceu-se como Pivô titular de Georgetown, forçando Mourning a jogar como Ala-pivô. 
Depois que Mutombo entrou no Draft da NBA em 1991, Mourning retomou seu lugar como pivô titular, e respondeu com uma espetacular temporada em 1991-92. Ele teve médias de 21,3 pontos, 10,7 rebotes e 5,0 bloqueios e colecionou inúmeros prêmios, incluindo o Jogador do Ano e o Jogador Defensivo do Ano da Big East.
Mourning terminou sua carreira universitária com 2.001 pontos e 1.032 rebotes, atingindo a marca exclusiva de 2.000 pontos e 1.000 rebotes. Ele terminou com 453 bloqueios em sua carreira universitária, ocupando o primeiro lugar na história da NCAA naquela época.

## Carreira profissional

### Charlotte Hornets
Mourning foi selecionado pelo Charlotte Hornets como a segunda escolha geral no Draft da NBA de 1992.
Mourning foi nomeado para o time de novatos da liga em 1993, depois de ter médias de 21,0 pontos, 10,3 rebotes e 3,4 bloqueios. Ele terminou em segundo lugar, perdendo para Shaquille O'Neal, na votação do Prêmio de Novato do Ano. Ele registrou a maior média de pontuação de qualquer novato na história dos Hornets. Mourning e O'Neal foram os primeiros novatos da NBA desde David Robinson na temporada de 1989-90 com médias de 20 ou mais pontos e mais de 10 rebotes em suas primeiras temporadas. 
Na temporada seguinte, Mourning jogou em apenas 60 jogos, registrando médias quase semelhantes de 21,5 pontos, 10,2 rebotes e 3,1 bloqueios.
Na temporada de 1994-95, Mourning e seu companheiro de equipe Larry Johnson lideraram os Hornets para uma temporada de 50 vitórias e aos playoffs. Mourning ficou em primeiro lugar na equipe em pontuação (21,3 por jogo), rebote (9,9 por jogo) e bloqueios (2,92 por jogo) e jogou no All-Star Game de 1995, onde registrou 10 pontos e 8 rebotes. Os Hornets perderam em quatro jogos para o Chicago Bulls na primeira rodada dos playoffs, apesar de Mourning ter médias de 22 pontos, 13,3 rebotes e 3,3 bloqueios durante a série.

### Miami Heat
Em 3 de novembro de 1995, depois que Mourning rejeitou a oferta de extensão de contrato de Charlotte, os Hornets o trocaram, juntamente com Pete Myers e LeRon Ellis em troca de Glen Rice, Matt Geiger, Khalid Reeves e uma escolha na primeira rodada no Draft da NBA de 1996.
Mourning serviria imediatamente como a peça central do Heat treinado por Pat Riley e em sua primeira temporada em Miami ele teve médias de 23,2 pontos, 10,4 rebotes e 2,7 bloqueios, enquanto Miami chegou aos playoffs antes de ser varrido na primeira rodada pelos Bulls. Mourning jogou no All-Star Game da NBA de 1996.
Em julho de 1996, Mourning assinou um contrato de sete anos e US$ 105 milhões com o Heat. Na temporada de 1996-97, o Heat venceria 61 jogos, um recorde da franquia, com Mourning tendo médias de 19,8 pontos, 9,9 rebotes e 2,9 bloqueios. Nos playoffs, Miami derrotou o Orlando Magic em cinco jogos, e avançou para as semifinais da conferência contra os Knicks. Os Knicks tomaram uma vantagem de 3-1 na série, mas após uma briga entre Charlie Ward e P. J. Brown no final do Jogo 5, várias suspensões foram proferidas. Mourning marcou 28 pontos no Jogo 6, seguido por um desempenho de 22 pontos e 12 rebotes no Jogo 7 para ajudar Miami a avançar para as Finais da Conferência Leste para enfrentar o Chicago Bulls. No entanto, com uma derrota por 100-87 no Jogo 5, o Heat foi derrotado pelos Bulls.

### New Jersey Nets
Em julho de 2003, Mourning assinou um contrato de quatro anos com o New Jersey Nets. Em 24 de novembro de 2003, Mourning se aposentou da NBA devido a complicações de sua doença renal. Em 19 de dezembro, ele foi submetido a um transplante de rim que foi bem sucedido.
Em 2004, ele começou a treinar com os Nets novamente e fez parte do elenco da equipe durante a temporada de 2004-05. No entanto, ele não desempenhou um papel significativo com os Nets e reclamou abertamente para a mídia que ele queria sair de Nova Jersey, especialmente depois que a equipe trocou Kenyon Martin. Mourning foi negociado com o Toronto Raptors em 17 de dezembro de 2004. Mourning nunca jogou pelos Raptors, sendo dispensado em 11 de fevereiro de 2005. Funcionários da equipe disseram que ele não cumpriu as condições médicas para jogar. Mourning então terminou a temporada com o Heat recebendo um segundo salário, o mínimo do veterano.

### Retorno a Miami
Mourning assinou com o Heat em 1 de março de 2005. Seu papel foi reduzido como reserva por causa de Shaquille O'Neal. A defesa tenaz e o ataque constante de Mourning ajudaram o Heat a ter a melhor campanha na Conferência Leste durante a temporada de 2004-05. Mourning terminou a temporada regular em terceiro lugar em bloqueios com 2,66, apesar de jogar apenas 20 minutos. Miami varreu os Nets na primeira rodada dos playoffs, com Mourning registrando 21 pontos e nove rebotes em apenas 16 minutos no Jogo 2. Na segunda rodada contra o Washington Wizards, Mourning entrou no lugar do lesionado O'Neal e registrou 14 pontos, 13 rebotes e quatro bloqueios no Jogo 3, enquanto Miami completou outra varrida em quatro jogos. Miami perdeu em sete jogos para o atual campeão, o Detroit Pistons, na final da Conferência Leste.
Em 17 de junho de 2005, o Heat acionou a opção de renovação no contrato de Mourning. A equipe adquiriu veteranos em busca de um título como Antoine Walker e Gary Payton. Mourning foi titular em 20 jogos de um total de 65 disputados e teve médias de 7,8 pontos, 5,5 rebotes e 2,7 bloqueios. Nos playoffs, Mourning continuou a brilhar em seu papel como um jogador defensivo e Miami eliminou os Bulls, os Nets e os Pistons para avançar para as Finais da NBA de 2006, as primeiras finais da NBA na história da franquia e a primeira para Mourning. Depois de um déficit de 2-0, Miami venceu todos os seus três jogos em casa, e no Jogo 6 em Dallas, Mourning saiu do banco para registrar oito pontos, seis rebotes e cinco bloqueios para ajudar Miami a vencer seu primeiro título da NBA na história da franquia.
Após vencer o título, Mourning anunciou que voltaria ao Heat na temporada de 2006-07 para defender seu título, apesar de receber ofertas melhores de outras equipes. Em 2007, Mourning anunciou que voltaria para mais um ano com o Heat e sua 15ª temporada. "Definitivamente será meu último ano", disse Mourning. Depois de começar a temporada com médias de 6 pontos, 3,8 rebotes e 1,7 bloqueios em 24 jogos, Mourning rompeu o tendão patelar do joelho direito em 19 de dezembro de 2007.
Durante a temporada de 2007-08, ele se tornou o líder de todos os tempos do Heat em pontos marcados (que foi superado por Dwyane Wade).

## Aposentadoria
Mourning anunciou sua aposentadoria da NBA em 22 de janeiro de 2009. Em sua coletiva de imprensa, ele disse: "Aos 38 anos, sinto que fiz fisicamente tudo o que pude." Um mês depois, o Heat anunciou que aposentaria a camisa número 33 de Mourning, tornando-o o primeiro jogador do Heat a ser homenageado. Durante a cerimônia, Mourning foi introduzido pelo governador da Flórida, Charlie Crist, pelo ex-treinador da Universidade de Georgetown, John Thompson, pelo ex-jogador, Patrick Ewing, pelos jogadores de Heat, Dwyane Wade e Udonis Haslem, e pelo treinador Pat Riley.
Mourning anunciou seu retorno ao Heat no final de junho de 2009; ele ocupa o cargo de Vice-Presidente de Programas e Desenvolvimento de Jogadores, que abrange a divulgação da comunidade e mentoria de jovens jogadores.
Mourning jogou em um jogo de basquete em comemoração ao aniversário de 50 anos de Barack Obama na Casa Branca em 2011. Além dele, o jogo contou com Shane Battier, LeBron James, Magic Johnson, Maya Moore, Joakim Noah, Chris Paul e Derrick Rose e os amigos de Obama do ensino médio. Kobe Bryant e Bill Russell eram espectadores.
Em 7 de abril de 2014, foi anunciado que Mourning seria introduzido no Naismith Memorial Basketball Hall of Fame em 8 de agosto.
Em 26 de março de 2019, Mourning foi nomeado para o Hall da Fama da FIBA e foi introduzido em 30 de agosto.

## Prêmios e homenagens
- Campeão da NBA: 2005-06
- All-NBA Team:
  - Primeiro Time: 1998-99
  - Segundo Time: 1999-00
- Jogador Defensivo do Ano da NBA: 1998-99, 1999-00
- NBA All-Defensive Team: 1998-99, 1999-00
- NBA Citizenship Award: 2001-02
- NBA All-Star: 1993-94, 1994-95, 1995-96, 1996-97, 1999-00, 2000-01, 2001-02
- NBA All-Rookie Team: 1992-93
- Seleção dos Estados Unidos:
  - Jogos Olímpicos:
    -  Medalha de Ouro 2000

  - FIBA World Championship:
    -  Medalha de Ouro 1994
    -  Medalha de Bronze 1990
- USA Basketball Atleta Masculino do Ano: 1990, 2000

## Trabalho de caridade

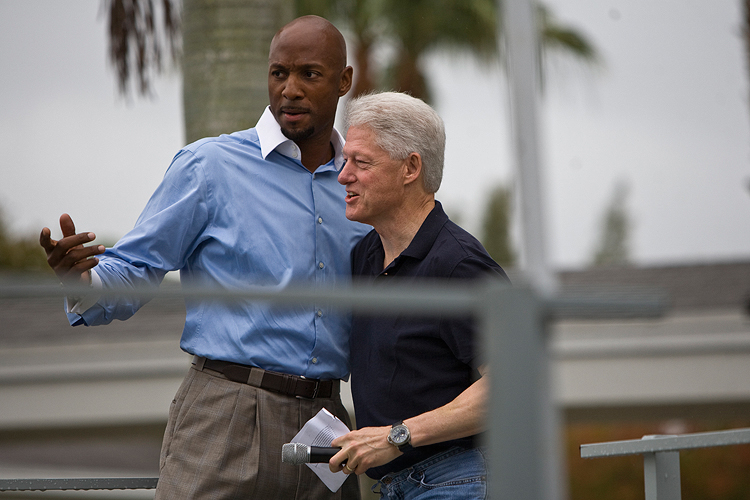
Alonzo Mourning com o ex-presidente dos EUA, Bill Clinton, na comunidade de Habitação de Apoio Carrfour para famílias ex-desabrigadas em Miami, Flórida em abril de 2010

Em 1997, Mourning criou a Alonzo Mourning Charities Inc. para ajudar no desenvolvimento de crianças e famílias que vivem em situações de risco e fornece apoio e serviços que melhoram a vida dos jovens promissores.
Após ser diagnosticado com glomeruloesclerose focal (FSGS), Mourning lançou a Zo's Fund for Life, uma campanha que busca arrecadar fundos para pesquisa, educação e testes para combater a glomeruloesclerose focal. Os fundos são destinados à pesquisa para a cura, educação para médicos e público em geral, testes para detecção precoce e um fundo para aqueles que não têm condições de pagar medicamentos.
Em 2007, Mourning juntamente com Andre Agassi, Muhammad Ali, Lance Armstrong, Mia Hamm, Jeff Gordon, Tony Hawk, Andrea Jaeger, Jackie Joyner-Kersee, Mario Lemieux e Cal Ripken Jr. fundaram a Athletes for Hope, uma organização de caridade que ajuda atletas profissionais a se envolverem em causas de caridade e inspira milhões de não-atletas a se voluntariarem e apoiarem a comunidade.
Em 2003, ele também fundou o Overtown Youth Center para crianças carentes, localizado em Miami, Flórida. O programa tem como objetivo inspirar, capacitar e enriquecer essas crianças, ao mesmo tempo em que as ensina a se tornarem cidadãos contribuintes positivos.
Em 2009, o conselho escolar de Miami-Dade nomeou uma nova escola no norte de Miami, Flórida, em sua homenagem, Alonzo e Tracy Mourning Senior High Biscayne Bay Campus.

## Vida pessoal
Mourning e sua ex-esposa Tracy têm três filhos. Seu filho mais velho, Trey Mourning, jogou pela Universidade de Georgetown usando a camisa 33. Eles residiam em Pinecrest, Flórida, onde Mourning comprou uma residência de dois andares por US$ 4,5 milhões em 2012. Em 26 de junho de 2019, Trey foi incluído no elenco do Miami Heat na Summer League de 2019 e mais tarde foi selecionado pelo Sioux Falls Skyforce como a segundo escolha geral no Draft da G-League de 2019.
Em julho de 2011, Mourning foi processado pelo advogado Spencer Aronfeld em nome de Alberto Candoleria por bater seu carro em outro carro e depois deixar o local do acidente. A Polícia Rodoviária da Flórida mais tarde acusou Mourning de deixar o local de um acidente de carro. O acidente teria ocorrido depois que ele deixou o casamento de Chris Bosh em Miami Beach. Candoleria tinha acabado de se acidentar quando Mourning bateu em seu carro.
Em 2015, Mourning foi um dos oito virginianos homenageados na Biblioteca da Virgínia por seu trabalho de caridade e por suas contribuições para o esporte do basquete.

### Transplante de rim
Em 25 de novembro de 2003, o primo de Mourning e um fuzileiro aposentado dos EUA, Jason Cooper, estavam visitando a avó gravemente doente de Mourning no hospital. O pai de Mourning estava presente e informou Cooper que Mourning estava se aposentando naquele dia da NBA por causa de uma doença renal que ameaçava a vida, Glomeruloesclerose segmentar e focal, o mesmo problema que Sean Elliott teve em 1999. Cooper perguntou se havia algo que ele pudesse fazer e começou a contemplar a doação de um de seus rins para seu primo distante, que ele não via há 25 anos e que ele só conhecia através do basquete. Cooper foi testado para compatibilidade, juntamente com muitos outros membros da família e amigos (incluindo  Patrick Ewing); durante o funeral de sua avó, Mourning recebeu a notícia de que Jason Cooper era compatível.
Mourning recebeu o rim esquerdo de Cooper em 19 de dezembro de 2003.

## Estatisticas da NBA

### Temporada regular
| Ano      | Equipe     | PJ  | PT  | MPJ  | AP   | 3P   | LL   | RT   | AS  | BR  | TO  | PPJ  |
| -------- | ---------- | --- | --- | ---- | ---- | ---- | ---- | ---- | --- | --- | --- | ---- |
| 1992–93  | Charlotte  | 78  | 78  | 33.9 | .511 | .000 | .781 | 10.3 | 1.0 | .3  | 3.5 | 21.0 |
| 1993–94  | Charlotte  | 60  | 59  | 33.6 | .505 | .000 | .762 | 10.2 | 1.4 | .5  | 3.1 | 21.5 |
| 1994–95  | Charlotte  | 77  | 77  | 38.2 | .519 | .324 | .761 | 9.9  | 1.4 | .6  | 2.9 | 21.3 |
| 1995–96  | Miami      | 70  | 70  | 38.2 | .523 | .300 | .685 | 10.4 | 2.3 | 1.0 | 2.7 | 23.2 |
| 1996–97  | Miami      | 66  | 65  | 35.2 | .534 | .111 | .642 | 9.9  | 1.6 | .8  | 2.9 | 19.8 |
| 1997–98  | Miami      | 58  | 56  | 33.4 | .551 | .000 | .665 | 9.6  | .9  | .7  | 2.2 | 19.2 |
| 1998–99  | Miami      | 46  | 46  | 38.1 | .511 | .000 | .652 | 11.0 | 1.6 | .7  | 3.9 | 20.1 |
| 1999–00  | Miami      | 79  | 78  | 34.8 | .551 | .000 | .711 | 9.5  | 1.6 | .5  | 3.7 | 21.7 |
| 2000–01  | Miami      | 13  | 3   | 23.5 | .518 | .000 | .564 | 7.8  | .9  | .3  | 2.4 | 13.6 |
| 2001–02  | Miami      | 75  | 74  | 32.7 | .516 | .333 | .657 | 8.4  | 1.2 | .4  | 2.5 | 15.7 |
| 2003–04  | New Jersey | 12  | 0   | 17.9 | .465 | .000 | .882 | 2.3  | .7  | .2  | .5  | 8.0  |
| 2004–05  | New Jersey | 18  | 14  | 25.4 | .453 | .000 | .593 | 7.1  | .8  | .3  | 2.3 | 10.4 |
| 2004–05  | Miami      | 19  | 3   | 12.9 | .516 | .000 | .564 | 3.7  | .2  | .2  | 1.7 | 5.0  |
| 2005–06† | Miami      | 65  | 20  | 20.0 | .597 | .000 | .594 | 5.5  | .2  | .2  | 2.7 | 7.8  |
| 2006–07  | Miami      | 77  | 43  | 20.4 | .560 | .000 | .601 | 4.5  | .2  | .2  | 2.3 | 8.6  |
| 2007–08  | Miami      | 25  | 0   | 15.6 | .547 | .000 | .592 | 3.7  | .3  | .2  | 1.7 | 6.0  |
| Carreira | Carreira   | 838 | 686 | 28.3 | .523 | .066 | .669 | 7.7  | 1.0 | .4  | 2.5 | 15.1 |
| All-Star | All-Star   | 4   | 1   | 18.8 | .545 | .000 | .667 | 4.8  | 1.0 | .8  | 2.0 | 10.0 |

### Playoffs
| Ano      | Equipe    | PJ | PT | MPJ  | AP   | 3P   | LL   | RT   | AS  | BR  | TO  | PPJ  |
| -------- | --------- | -- | -- | ---- | ---- | ---- | ---- | ---- | --- | --- | --- | ---- |
| 1993     | Charlotte | 9  | 9  | 40.8 | .480 | .000 | .774 | 9.9  | 1.4 | .7  | 3.4 | 23.8 |
| 1995     | Charlotte | 4  | 4  | 43.5 | .421 | .500 | .837 | 13.3 | 2.8 | .8  | 3.3 | 22.0 |
| 1996     | Miami     | 3  | 3  | 30.7 | .486 | .000 | .714 | 6.0  | 1.3 | .7  | 1.0 | 18.0 |
| 1997     | Miami     | 17 | 17 | 37.1 | .491 | .375 | .555 | 10.2 | 1.1 | .6  | 2.7 | 17.8 |
| 1998     | Miami     | 4  | 4  | 34.5 | .518 | .000 | .655 | 8.5  | 1.3 | .8  | 2.5 | 19.3 |
| 1999     | Miami     | 5  | 5  | 38.8 | .521 | .000 | .653 | 8.2  | .8  | 1.6 | 2.8 | 21.6 |
| 2000     | Miami     | 10 | 10 | 37.6 | .484 | .000 | .667 | 10.0 | 1.4 | .2  | 3.3 | 21.6 |
| 2001     | Miami     | 3  | 3  | 30.3 | .480 | .000 | .579 | 5.3  | 1.0 | .0  | 1.7 | 11.7 |
| 2005     | Miami     | 15 | 2  | 16.9 | .705 | .000 | .558 | 4.8  | .3  | .3  | 2.2 | 6.1  |
| 2006†    | Miami     | 21 | 0  | 10.8 | .703 | .000 | .667 | 2.9  | .1  | .2  | 1.1 | 3.8  |
| 2007     | Miami     | 4  | 0  | 13.8 | .909 | .000 | .385 | 2.0  | .3  | .0  | .8  | 6.3  |
| Carreira | Carreira  | 95 | 57 | 30.4 | .563 | .079 | .640 | 7.3  | 1.0 | .5  | 2.2 | 15.6 |